# Kennecott
Kennecott é uma localidade estadunidense situada no Alasca. Foi um centro mineiro de cobre, tendo sido declarada Marco Histórico Nacional em 1986.